# Cuxapa
Cuxapa är en ort i Mexiko.   Den ligger i kommunen Quimixtlán och delstaten Puebla, i den sydöstra delen av landet, 210 km öster om huvudstaden Mexico City. Cuxapa ligger 2 067 meter över havet och antalet invånare är 257.
Terrängen runt Cuxapa är bergig norrut, men söderut är den kuperad. Runt Cuxapa är det ganska glesbefolkat, med 36 invånare per kvadratkilometer. Närmaste större samhälle är Tlanalapan, 14,0 km väster om Cuxapa. I omgivningarna runt Cuxapa växer huvudsakligen savannskog.